# عبد المجيد السواط
عبد المجيد عبد الله السواط لاعب كرة قدم سعودي من مواليد 21 أبريل 1995 ، يلعب حالياً في الفيصلي كلاعب وسط .
كانت بداياته مع نادي الهلال و حقق مع نادي الهلال بطولتي كأس الملك 2015 وكأس السوبر السعودي 2015.
أعاره الهلال إلى التعاون مطلع عام 2017 و لعب معهم 5 شهور و بعدها وقع مع نادي التعاون عقد لمدة ثلاث سنوات .
ووقع مع نادي الاتحاد في مطلع موسم 2020 عقداً يمتد حتى إلى 2024 وسينتقل اليه مع نهاية الموسم الحالي و بعد موسم واحد فقط انتقل إلى الفيصلي.

## روابط خارجية
- عبد المجيد السواط على موقع Soccerway.com (الإنجليزية)
- عبد المجيد السواط على موقع كووورة